# TNT-ekvivalent
TNT-ekvivalent eller trotylekvivalent är ett mått för att kvantifiera den energimängd som frigörs i explosioner, bland annat kärnvapenexplosioner. Energin räknas om till motsvarande massa trotyl (trinitrotoluen, TNT) utgående från den energimängd som typiskt frigörs vid detonation av trotyl. Värdet är konventionellt satt så att 1 gram TNT-ekvivalent motsvarar 1 kilokalori eller 4,184 kilojoule frigjord energi. Ett ton TNT är i dessa sammanhang en energienhet likvärdig med 4,184 gigajoule (4,184 × 109 J). Ofta förekommer enheterna kiloton TNT och megaton TNT som är ett tusen respektive en miljon gånger större, 4,184 terajoule (4,184 × 1012 J) respektive 4,184 petajoule (4,184 × 1015 J).
I praktiken varierar den frigjorda energin beroende på omständigheterna runt hur explosionen sker; hur mycket av trotylen som förbränns. För säkerhetsbedömningar har angivits att ett gram TNT kan frigöra 2,673–6,702 kilojoule.
Trotyl kom att användas som referens för energifrigörelsen i kärnvapenexplosioner eftersom det är ett vanligt sprängämne, även i militära sammanhang. Det är däremot inte det energirikaste explosivämnet av de vanligen förekommande. Dynamit, som baseras på nitroglycerin, har cirka 60 % högre energifrigörelse.
Senare har TNT-ekvivalenter även använts för att beskriva energifrigörelsen i andra destruktiva händelser, så som asteroidnedslag.
| Multiplar av ton TNT | Symbol | Multiplar av gram TNT | Symbol | Energi         |
| -------------------- | ------ | --------------------- | ------ | -------------- |
| mikroton TNT         | μt     | gram TNT              | g      | 4,184 × 103 J  |
| milliton TNT         | mt     | kilogram TNT          | kg     | 4,184 × 106 J  |
| ton TNT              | t      | megagram TNT          | Mg     | 4,184 × 109 J  |
| kiloton TNT          | kt     | gigagram TNT          | Gg     | 4,184 × 1012 J |
| megaton TNT          | Mt     | teragram TNT          | Tg     | 4,184 × 1015 J |
| gigaton TNT          | Gt     | petagram TNT          | Pg     | 4,184 × 1018 J |